# 戈爾季伊夫卡 (利波韋茨區)
49°10′31″N 29°3′49″E / 49.17528°N 29.06361°E
戈爾季伊夫卡（烏克蘭語：Гордіївка），是烏克蘭的村落，位於該國西南部文尼察州，由文尼察區負責管轄，始建於1700年，面積0.87平方公里，海拔高度228米，2001年人口158，人口密度每平方公里182.03人。